# Tomas Sager
Tomas Sager ist ein deutscher Rechtsextremismusexperte und antifaschistischer Publizist.
Als freier Journalist ist er u. a. für das Journalistenbüro r-press und das Antirassistische Bildungsforum Rheinland (ABR) tätig. Er veröffentlichte seit den 1990er Jahren bei u. a. jungle World, Lotta, Antifaschistisches Infoblatt, Der Rechte Rand, Westdeutsche Allgemeine Zeitung und Vorwärts. Seit 2000 schreibt er regelmäßig für das SPD-nahe Informationsportal blick nach rechts (bnr) über rechtsextreme Bewegungen und Parteien. Interviews gab er Fachmagazinen wie MiGAZIN zum Themengebiet Kulturrassismus und Tageszeitungen, u. a. dem Neuen Deutschland.
2009 erschien im „Dossier Rechtsextremismus“ bei der Bundeszentrale für Politische Bildung (bpb) ein Beitrag zur Bürgerbewegung pro Köln. Ein Jahr später veröffentlichte er mit Alexander Häusler und Jürgen Peters Buchbeiträge über die Pro-Bewegung (pro Köln und pro NRW). 2013 erschien eine Handreichung des Forschungsschwerpunktes Rechtsextremismus/Neonazismus (FORENA), die zusammen mit Alexander Häusler und Rainer Roeser an der Fachhochschule Düsseldorf im Auftrag des Landesintegrationsrates Nordrhein-Westfalen zum Thema „Rechte Kampagnen gegen Zuwanderer und Asylsuchende in Nordrhein-Westfalen“ verfasst worden war.

## Veröffentlichungen (Auswahl)
- Mit Jürgen Peters, Alexander Häusler: PRO NRW und PRO D – Entwicklung, Struktur und Methodik. In: Alexander Häusler (Hrsg.): Rechtspopulismus als „Bürgerbewegung“. Kampagnen gegen Islam und Moscheebau und kommunale Gegenstrategien. VS Verlag für Sozialwissenschaften, Wiesbaden 2008, ISBN 978-3-531-15919-5, S. 72 ff.
- Mit Alexander Häusler: Die PRO-Aktivitäten im Kontext der extremen Rechten. In: Alexander Häusler (Hrsg.): Rechtspopulismus als „Bürgerbewegung“. Kampagnen gegen Islam und Moscheebau und kommunale Gegenstrategien. VS Verlag für Sozialwissenschaften, Wiesbaden 2008, ISBN 978-3-531-15919-5, S. 115 ff.